# Мисак Сергій Кузьмич
Сергій Кузьмич Миса́к (9 жовтня 1939, Вербине — 24 лютого 2023) — український кераміст, художник, поет і педагог; член Національної спілки художників України з 2008 року. Переможець Миргородського рейтингу популярності «Людина року», лауреат Миргородської міської літературно-мистецької премії імені Антона Шевченка.

## Біографія
Народився 9 жовтня 1939 року в селі Вербиному (нині Лубенський район Полтавської області, Україна). 1959 року закінчив Миргородський керамічний технікум, де його педагогами були Т. Мірошниченко, Л. Статкевич, О. Сухаревський; у 1967 році — художньо-графічний факультет Краснодарського педагогічного інституту (викладачі І. Аміян, В. Гребенюк Г. Кравченко).
Протягом 1967—2010 років викладав мистецькі дисципліни у Миргородському керамічному технікумі. Серед учнів: Лариса Антонова, Наталія Галушко-Аксьоненко, Дмитро Король, Марина Кривонос, Тетяна Музиченко, Валентина Новак, Володимир Оврах, Олександр Опарій, Анастасія Пилипенко, Микола Чуруканов. Помер 24 лютого 2023 року.

## Творчість
Розписував декоративні порцелянові тарелі, писав акварельні і олійні пейзажі, натюрморти у реалістичному стилі. Серед робіт:
декоративні тарелі
- «Іван Котляревський» (1978);
- «Троянди» (1993; 1996);
- «Володимир Боровиковський» (1996; 2006);
- «Тарас Шевченко» (1999);
- «Микола Гоголь та герої його творів» (2002);
- «Матір Божа» (2003);
- «Опанас Сластьон» (2005);
- «Микола Гоголь» (2009; 2014);
- «Думи мої, думи» (2014);
- «Реве та стогне Дніпр широкий» (2014);

акварелі
- «Осінь» (1982);
- «Вечір на Хоролі» (1983);
- «Миргородська водолікарня» (1983);
- «Дідова хата» (1983);
- «Захід сонця» (1986);
- «Перший сніг» (1986);
- «Старе подвір’я» (1988);
- «Місячна ніч» (1989);
- «На околиці Миргорода» (1992);
- «Під місячним сяйвом» (1993);
- «Перед грозою» (2002);
- «Рідне село» (2004);
- «Передвечірня тиша» (2004);
- «Сутінки» (2004);
- «Півонії» (2006);
- «Ранок у горах» (2006);
- «Біля миргородської калюжі» (2009);

живопис
- «Перед грозою» (2005);
- «Тиша» (2005);
- «Після грози» (2006);
- «Вечір на Хоролі» (2007);
- «Вечоріє» (2008);
- «Літо» (2009);
- «Вечірня симфонія» (2009);
- «На околиці міста» (2009);
- «Осінні заграви» (2009);
- «Сторожова вежа в Полтаві» (2011).

Брав участь у міських, обласних, всеукраїнських мистецьких виставках з 1978 року. Персональні виставки відбувалися у Полтаві, Миргороді та Лубнах протягом 1986–2015 років. 
Деякі роботи митця зберігаються у Полтавському художньому музеї, Миргородських краєзнавчому музеї та літературно-меморіальному музеї Давида Ґурамішвілі, музеї Миргородського керамічного технікуму.
Писав вірші. Автор поетичних збірок. Був членом літературного об’єднання «ДієСлово».